# Pablo Cuevas
Pablo Cuevas (Concordia, Argentína; 1986. január 1. –) uruguayi hivatásos teniszező. Eddigi karrierje során két páros ATP-tornát nyert meg. Legnagyobb sikere a 2008-as Roland Garros férfi páros versenyének megnyerése a perui Luis Horna oldalán. Ő Uruguay első férfi Grand Slam-győztese.

## Grand Slam-döntői

### Páros

#### Győzelmei (1)
| Év   | Helyszín      | Partner    | Ellenfél a döntőben            | Eredmény a döntőben |
| 2008 | Roland Garros | Luis Horna | Daniel Nestor / Nenad Zimonjić | 6–2, 6–3            |

## ATP-döntői

### Páros

#### Győzelmei (4)
| Összesítés                                            | Összesítés |
| ----------------------------------------------------- | ---------- |
| Grand Slam-torna                                      | (1)        |
| ATP World Tour Masters 1000 / ATP Masters Series      | (0)        |
| ATP World Tour 500 Series / International Series Gold | (0)        |
| ATP World Tour 250 Series / International Series      | (3)        |
| ATP World Tour Finals / Tennis Masters Cup            | (0)        |

|   | Dátum             | Torna                       | Borítás         | Partner           | Ellenfelek a döntőben              | Eredmény a döntőben |
| 1 | 2008. június 8.   | Roland Garros, Párizs       | Salak           | Luis Horna        | Daniel Nestor / Nenad Zimonjić     | 6-2, 6-3            |
| 2 | 2009. február 8.  | Movistar Open, Viña del Mar | Salak           | Brian Dabul       | František Čermák / Michal Mertiňák | 6-3, 6-3            |
| 3 | 2009. október 22. | Moszkva, Oroszország        | Kemény (fedett) | Marcel Granollers | František Čermák / Michal Mertiňák | 4–6, 7–5, [10-8]    |
| 4 | 2010. február 14. | Costa do Sauípe, Brazília   | Salak           | Marcel Granollers | Łukasz Kubot / Oliver Marach       | 7–5, 6–4            |

#### Elvesztett döntői (1)
|   | Dátum             | Torna                                        | Borítás | Partner           | Ellenfelek a döntőben             | Eredmény a döntőben |
| 1 | 2008. április 14. | U.S. Men's Clay Court Championships, Houston | Salak   | Marcel Granollers | Rainer Schüttler / Ernests Gulbis | 4-6, 6-1, 5-7       |